# Battleship Row

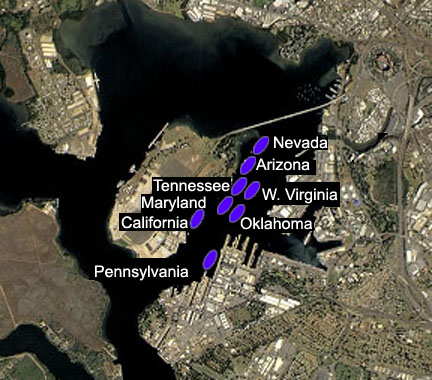
De scheepsformatie in Battleship Row. (USS Vestal niet weergegeven)

Battleship Row was de reguliere ankerplaats van een groep van acht slagschepen in de haven van Pearl Harbor (Hawaï), ten tijde van de Japanse aanval op Pearl Harbor op 7 december 1941. Deze acht schepen lagen twee aan twee op een rijtje gemeerd bij Ford Island en kregen het bij de Japanse aanval het zwaarst te verduren.
De schepen die het betrof waren de USS Arizona, California, Maryland, Nevada, Oklahoma, Pennsylvania, Tennessee en West Virginia. Behalve deze slagschepen was ook een voormalig kolenschip dat als reparatieschip dienstdeed aanwezig, de USS Vestal.

## Aanval

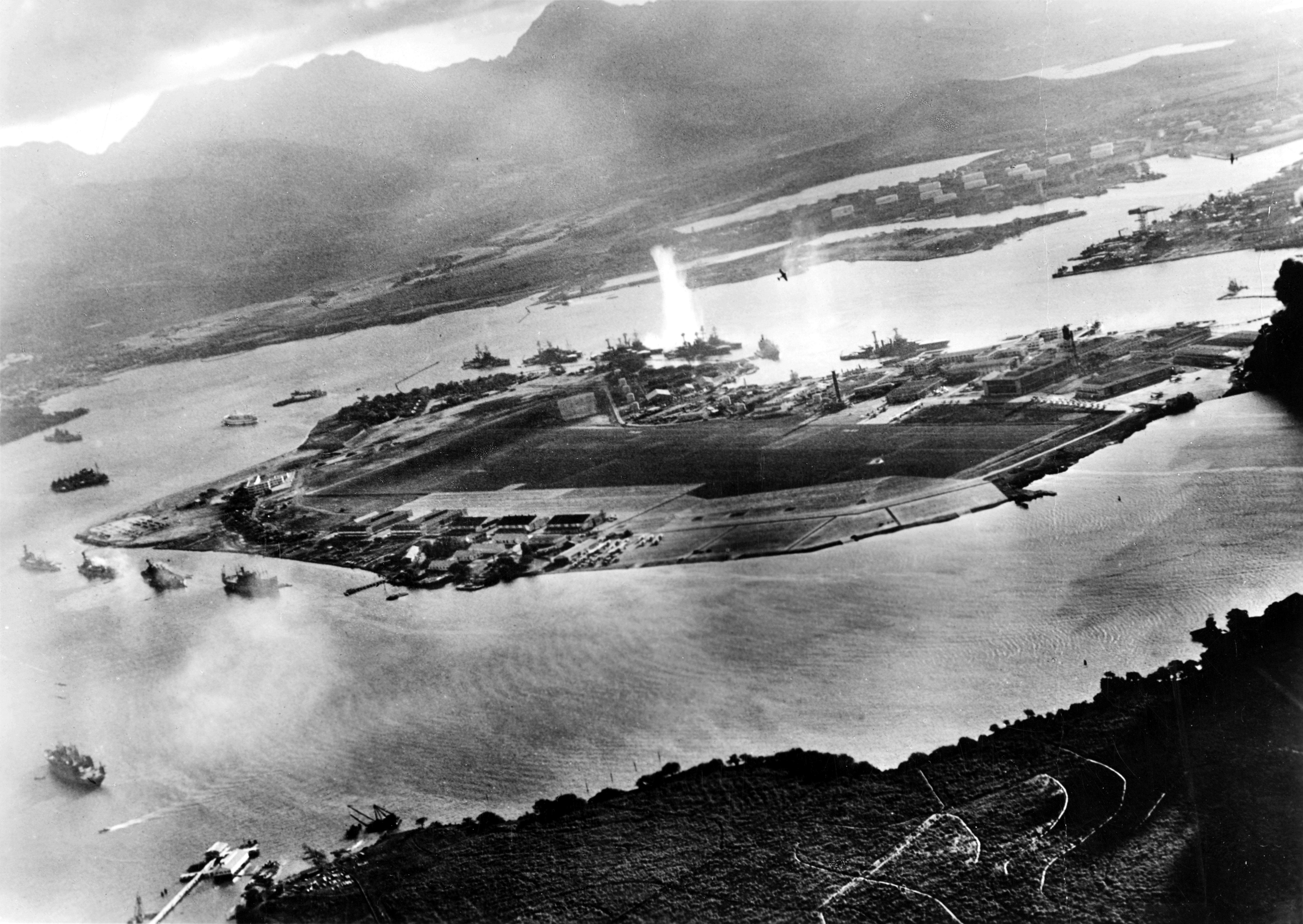
Japanse vliegtuigen tijdens de aanval, gezien vanuit het zuidwesten. Ford Island ligt in het midden, Battleship Row achter het eiland

De Arizona, California, Oklahoma en West Virginia werden tot zinken gebracht. Bij de Arizona werd de meeste schade toegebracht en vielen de meeste slachtoffers (1.177 doden). Door een explosie in een magazijn waar kruit voor de kanonnen op het voorschip werd bewaard, ontplofte het schip. Van de andere vier was alleen de Nevada ernstig beschadigd. De Pennsylvania lag in het droogdok en was daardoor relatief moeilijk aan te vallen. De Vestal – hoewel niet gerekend tot 'de acht' – werd ook beschadigd.
Na de aanval werd gelijk begonnen met het lichten en repareren van de beschadigde schepen. Als eerste was de Nevada voltooid, op 19 april 1942. Tegen het einde van de oorlog waren op de Arizona en Oklahoma na alle schepen weer in de vaart. Niet lang na het einde van de oorlog werden zes schepen weer uit de vaart genomen. De Nevada en de Pennsylvania werden ingezet als doelwit bij atoomproeven in de Grote Oceaan. De rest werd eind jaren 50 van de 20e eeuw gesloopt. De Oklahoma werd na het lichten niet gerepareerd maar naar het vasteland gesleept. Tijdens deze tocht kapseisde en zonk het schip alsnog. De romp  van de Arizona is tegenwoordig een monument, een van de meest populaire toeristische attracties op het eiland.